# Alburitel
Alburitel est une freguesia portugaise située dans le District de Santarém.
Avec une superficie de 11,51 km2 et une population de 1 163 habitants (2001), la paroisse possède une densité de 101 hab/km2.

## Distance
- Ourém : 9 km
- Tomar : 15 km
- Fátima : 18 km
- Ferreira do Zêzere : 30 km
- Leiria : 34 km